# Sabina en carne viva
Sabina en carne viva. Yo también sé jugarme la boca es un libro escrito por el periodista y escritor Javier Menéndez Flores y el cantautor Joaquín Sabina. Contiene una larga conversación con el cantautor Joaquín Sabina.
Fue publicado en septiembre de 2006 por Ediciones B, y en él se abordan, sin omitir detalle, los grandes temas de la vida del cantante, desde la música o la literatura hasta las drogas y el alcohol, pasando por la política, la monarquía, sus queridas y vindicadas prostitutas, sus amores, su familia y sus más feroces enemigos.